# شما هستید؟
شما هستید؟ (به تامیلی: Neeya?) یا تو؟ (به انگلیسی: You?) فیلمی هندی محصول سال ۱۹۷۹ و به کارگردانی دورای است. در این فیلم بازیگرانی همچون کمال حسن، سریپریا و جای گانش ایفای نقش کرده‌اند.